# Bel Esprit
Pour plus de détails, voir Fiche technique et Distribution.
Bel Esprit ou Mon combat (Wit) est un téléfilm américain de Mike Nichols sorti en 2001.

## Synopsis
Professeur universitaire de littérature, Vivian Bearing se meurt d'un cancer. C'est le moment de faire le bilan de son existence qu'elle a consacré au savoir et à la littérature plus qu'aux relations humaines qui, à l'approche de la mort, lui manquent cruellement.

## Citation
« Sois moins superbe, ô Mort, puisque l’on t’a nommée à tort puissante et redoutable. Il te faut consentir à ne pas l’être. Car tous ceux que tu crois que ta rigueur accable ne meurent pas. Et tu ne peux m’anéantir, toi esclave du sort, des rois, du hasard. Tu vis avec Poison, Guerre et Maladie. Les charmes, les pavots font sommeil aussi bon et meilleur que tes coups. De quoi ton orgueil s'enfle-t-il donc ? Un court somme et nos yeux s’ouvriront sur le port. Et ce sera ta fin, et la mort de la Mort ».
Sonnet sacré VI, John Donne

## Fiche technique
- Titre : Bel Esprit ou Mon combat
- Titre original : Wit
- Réalisation : Mike Nichols
- Scénario : Emma Thompson et Mike Nichols, d'après la pièce éponyme (gagnante du Prix Pulitzer) de Margaret Edson
- Images : Seamus McGarvey
- Musique : Henryk Górecki
- Production : Simon Bosanquet
- Pays d'origine : États-Unis
- Format : Couleurs - 1,85:1 - son Dolby numérique
- Genre : comédie dramatique
- Durée : 99 minutes
- Date de sortie : 24 mars 2001 ( États-Unis)

## Distribution
- Emma Thompson (VF : Frédérique Tirmont) : Vivian Bearing
- Christopher Lloyd (VF : Pierre Hatet) : Dr Harvey Kelekian
- Eileen Atkins : Evelyn « E.M. » Ashford
- Audra McDonald : Susie Monahan
- Jonathan M. Woodward : Dr Jason Posner
- Harold Pinter : M. Bearing, le père de Vivian
- Rebecca Laurie : Vivian âgée de 5 ans
- Su Lin Looi : l'infirmière
- David Zayas : le chef des Blue Head

## Distinctions

### Nominations
- Golden Globes 2002[1] :
  - Golden Globe de la meilleure mini-série ou du meilleur téléfilm
  - Golden Globe de la meilleure actrice dans une mini-série ou un téléfilm pour Emma Thompson